# 阿季尔·奥斯曼诺夫
阿季尔·奥斯曼诺夫（羅馬尼亞語：Adil Osmanov，2000年7月2日—），摩尔多瓦男子柔道运动员，2021年欧洲U23柔道锦标赛男子73公斤级铜牌得主、2022年欧洲U23柔道锦标赛男子73公斤级铜牌得主、2024年夏季奥林匹克运动会男子73公斤级铜牌得主。